# Ensenada (Chile)
Ensenada —también La Ensenada o Villa La Ensenada— es una localidad rural del sur de Chile, ubicada en el punto más oriental del lago Llanquihue. Perteneciente a la comuna de Puerto Varas y destaca por ser uno de los principales centros de turismo aventura de la Región de Los Lagos. Es conexión natural entre la ciudad de Puerto Varas (distante a 42 km) y los poblados cercanos al volcán Osorno y al lago Todos los Santos: Petrohué, Peulla, Las Cascadas, Ralún y el río Hueñu-Hueñu. Es además puerta de entrada al parque nacional Vicente Pérez Rosales.

## Toponimia
Ensenada recibió su nombre en 1849 a partir de la expedición para «explorar y hacer un reconocimiento geográfico de la zona del lago Llanquihue (Chile) hasta el lago Nahuel Huapi (Argentina)», comandada por el capitán de corbeta Benjamín Muñoz Gamero. Según explicó Muñoz Gamero, esta área «presentaba condiciones geológicas netamente volcánicas, catalogadas como una planicie de arena y terreno muy pantanoso, razón suficiente para que La Ensenada quedara al margen de los efectos positivos de la colonización que se desarrolló en el resto de la zona».

## Historia
Posterior a la expedición de Benjamín Muñoz Gamero, la necesidad de comunicar el área del lago Llanquihue con las localidades lacustres argentinas, significó que La Ensenada se convirtiera en un punto de estratégico que permitía conectar la ruta del lago Todos los Santos y el paso de Vicente Pérez Rosales con el lago Nahuelhuapi (paso o ruta de los Jesuitas), incentivando así el intercambio comercial que se comenzaba a generar con la Patagonia argentina.
Entre los años 1880 y 1900 se construyó infraestructura con el fin de proveer diversos servicios a las caravanas que utilizaban esta ruta. Ya en el año 1902 la posta instalada en el actual «Hotel Ensenada» prestaba sus servicios a diversos viajeros. Su establecimiento trae consigo la comercialización de productos y servicios, marcando así el hito que comienza a dar formar a la villa que vive y se puebla de los flujos del cruce de lagos entre Chile y Argentina.
La localidad se ha visto afectada por cada una de las erupciones del volcán Calbuco a partir de 1891.
Hoy es el principal centro turístico de la ribera oriental del lago Llanquihue, manteniendo las características que originaron su fundación.

## Geografía
Ensenada nace a orillas del Llanquihue. Como su nombre lo indica, corresponde a una entrada de agua circular en la ribera oriental del lago. Es un valle de origen glaciar que se encuentra flanqueado por dos imponentes accidentes geográficos: al oriente el volcán Osorno y al sur el Calbuco, en cuyas laderas se desarrollan actividades turísticas y de pequeña agricultura. Desde este último nacen los dos principales ríos del sector: el Blanco y el Tepú, también llamado «de la nutria» o «la poza». A pesar de su baja altitud, 70 metros sobre el nivel del mar, desde Ensenada es posible acceder hasta los 2652 metros en la cumbre del Osorno y en gran parte de ella se ve, además, el Puntiagudo y el Tronador.

## Actividades económicas
La zona mantiene actualmente una economía centrada prácticamente en el turismo y los servicios. Son famosos los productos típicos de repostería alemana sobre la base a murta., avellana, nalca, y la miel de ulmo.

### Turismo
Dentro de las actividades ligadas al turismo que se pueden realizar desde la villa destacan las relacionadas con la gastronomía y al turismo de naturaleza e intereses especiales. El entorno natural en el cual se emplaza es una localización ideal para realizar actividades como:
- Ascensión a los volcanes Osorno y Calbuco.
- Rafting en el río Petrohué.
- Pesca con mosca en el río Petrohué.
- Senderismo en el parque nacional Vicente Pérez Rosales.
- Kayak en los lagos Todos los Santos y Llanquihue.
- Esquí en el volcán Osorno.
- Cabalgatas y mountain bike.

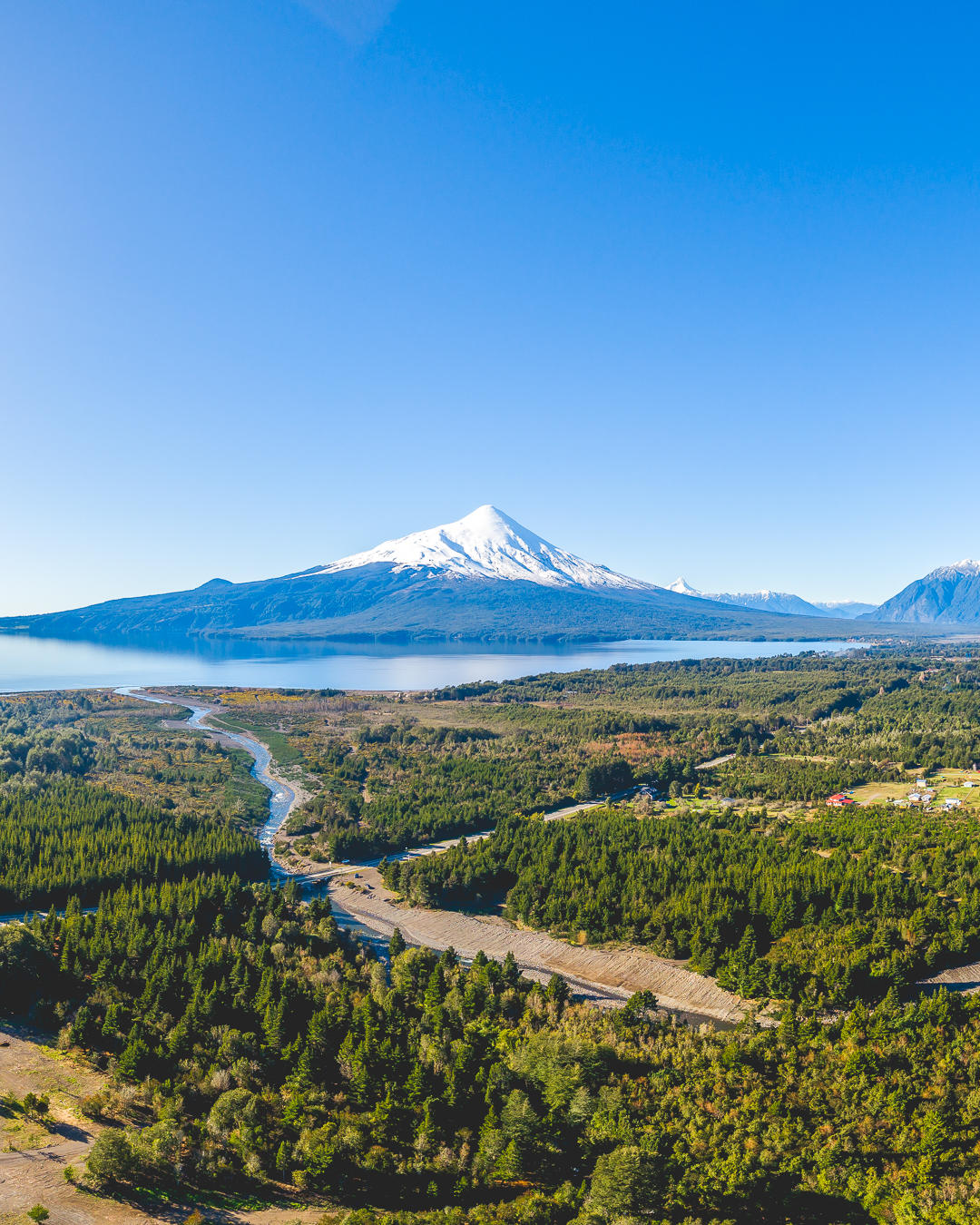
Fotografía aérea Ensenada, volcán Osorno y lago Llanquihue.
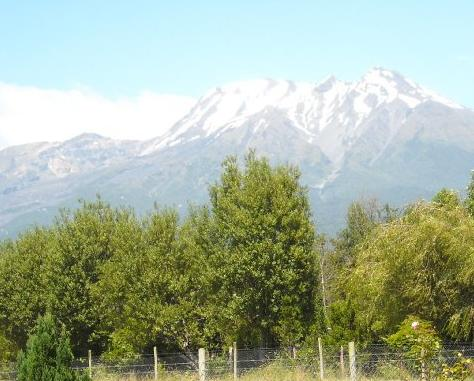
Vista al volcán Calbuco desde Ensenada (2010)
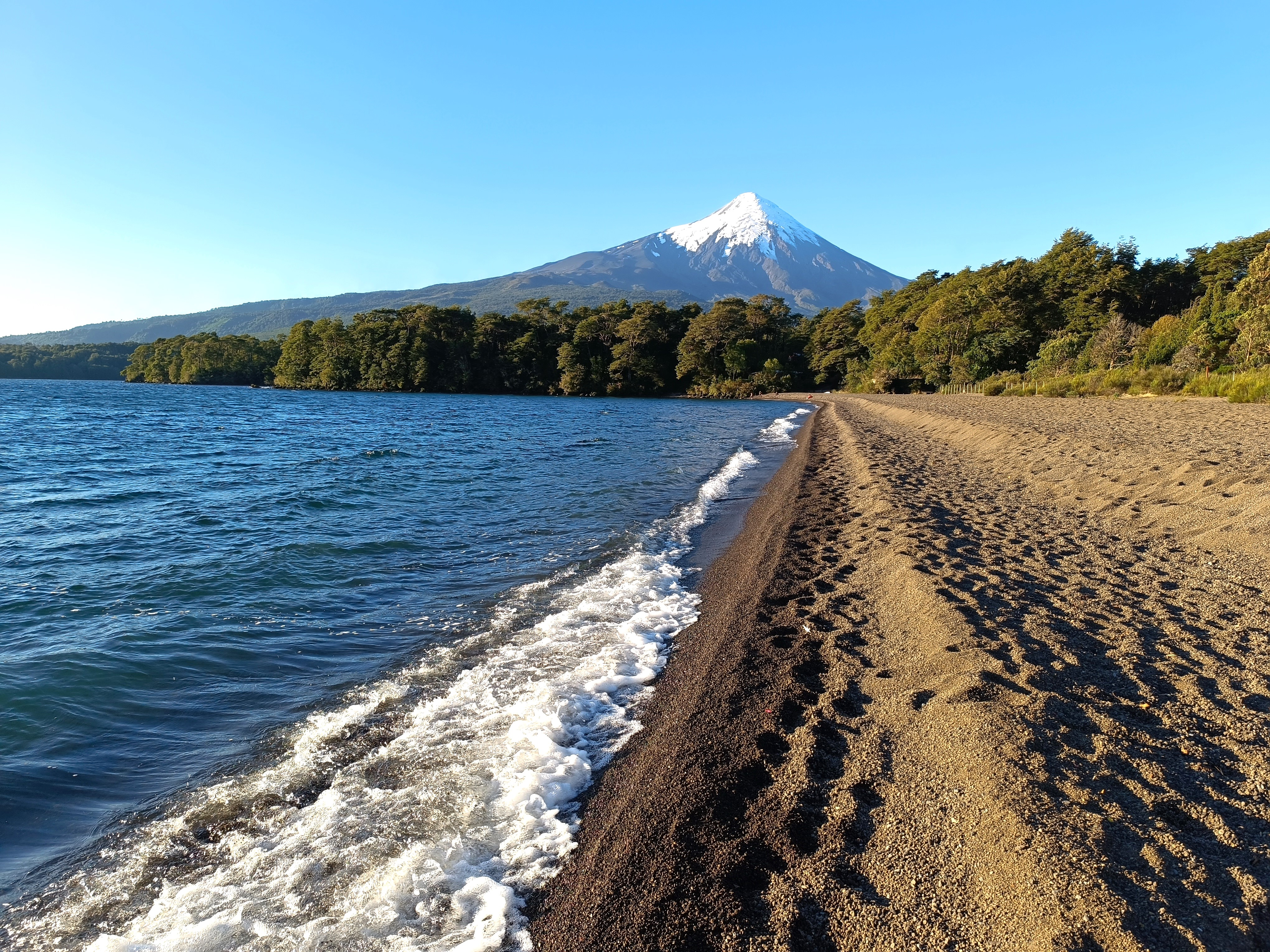
Playa Ensenada. Lago Llanquihue y volcán Osorno.

## Servicios
- Séptima Compañía de Bomberos "Vicente Pérez Rosales",[3] del Cuerpo de Bomberos de Puerto Varas.
- Tenencia "Ensenada" de Carabineros de Chile
- Escuela Básica y Media "Epson"
- Estación de servicio (gasolinera) de la empresa Copec
- Posta Rural "Ensenada"

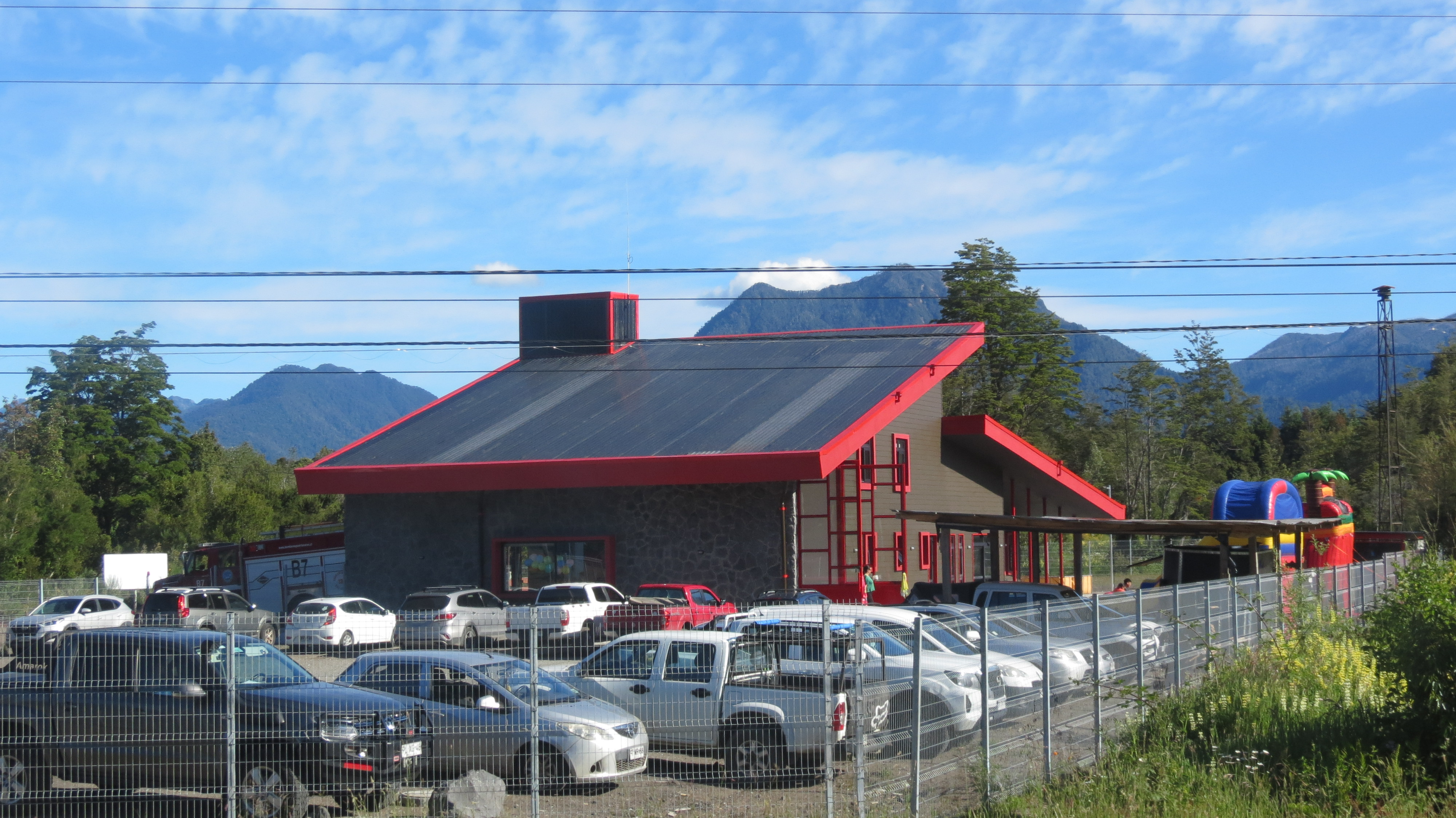
Cuartel Séptima Compañía de Bomberos "Vicente Pérez Rosales", Ensenada
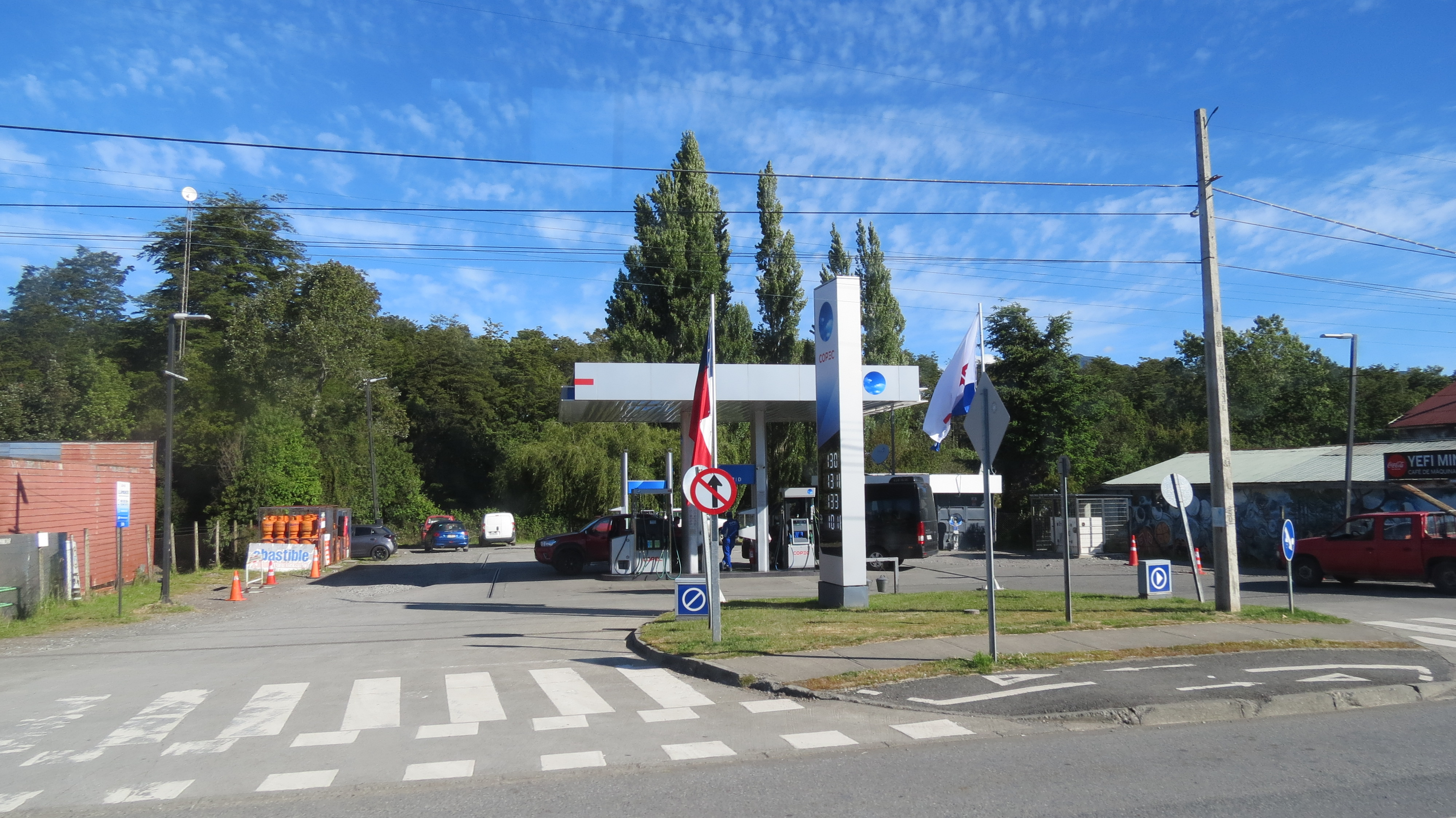
Estación de servicio (Gasolinera) Copec
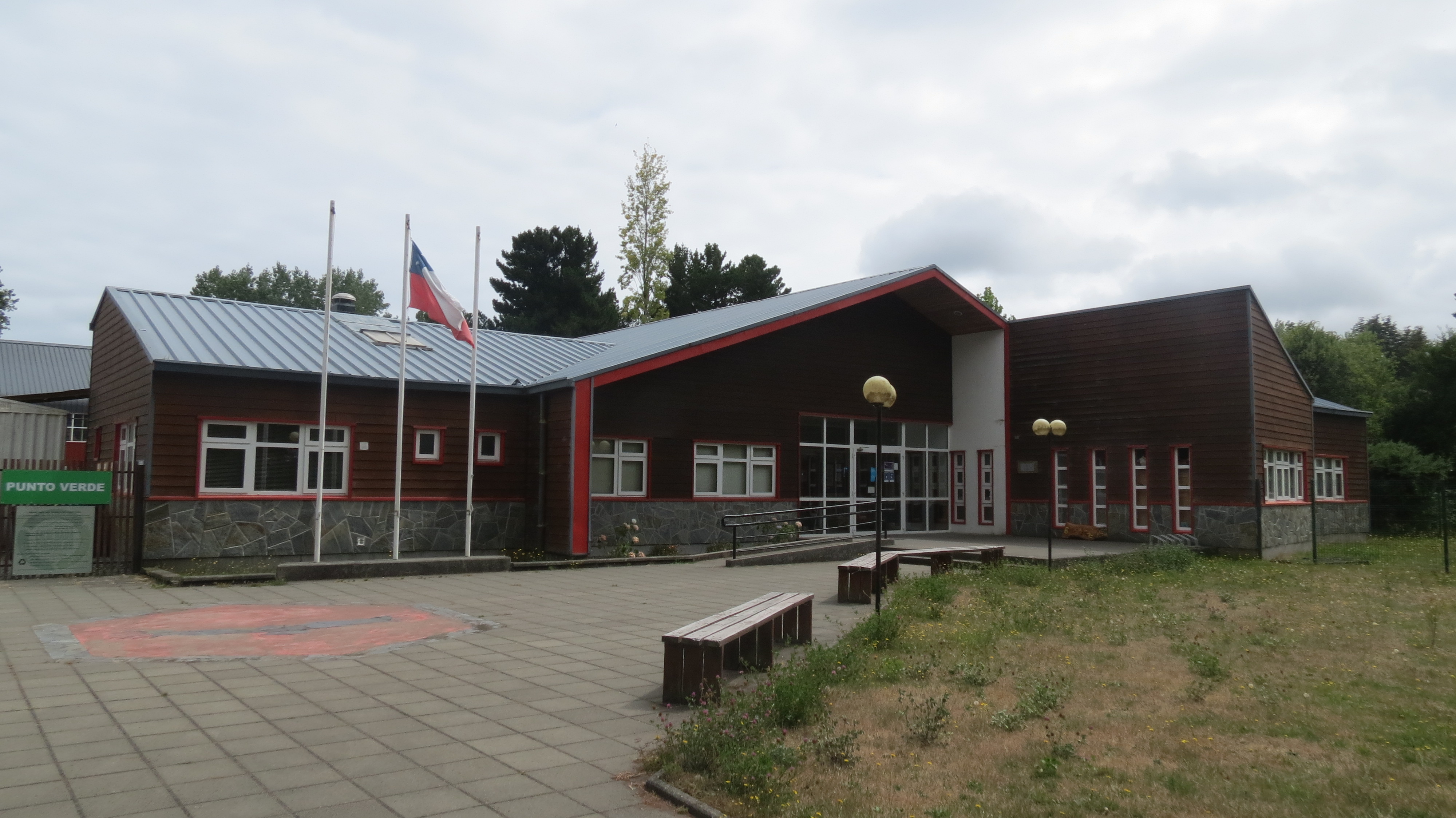
Escuela Epson, Ensenada
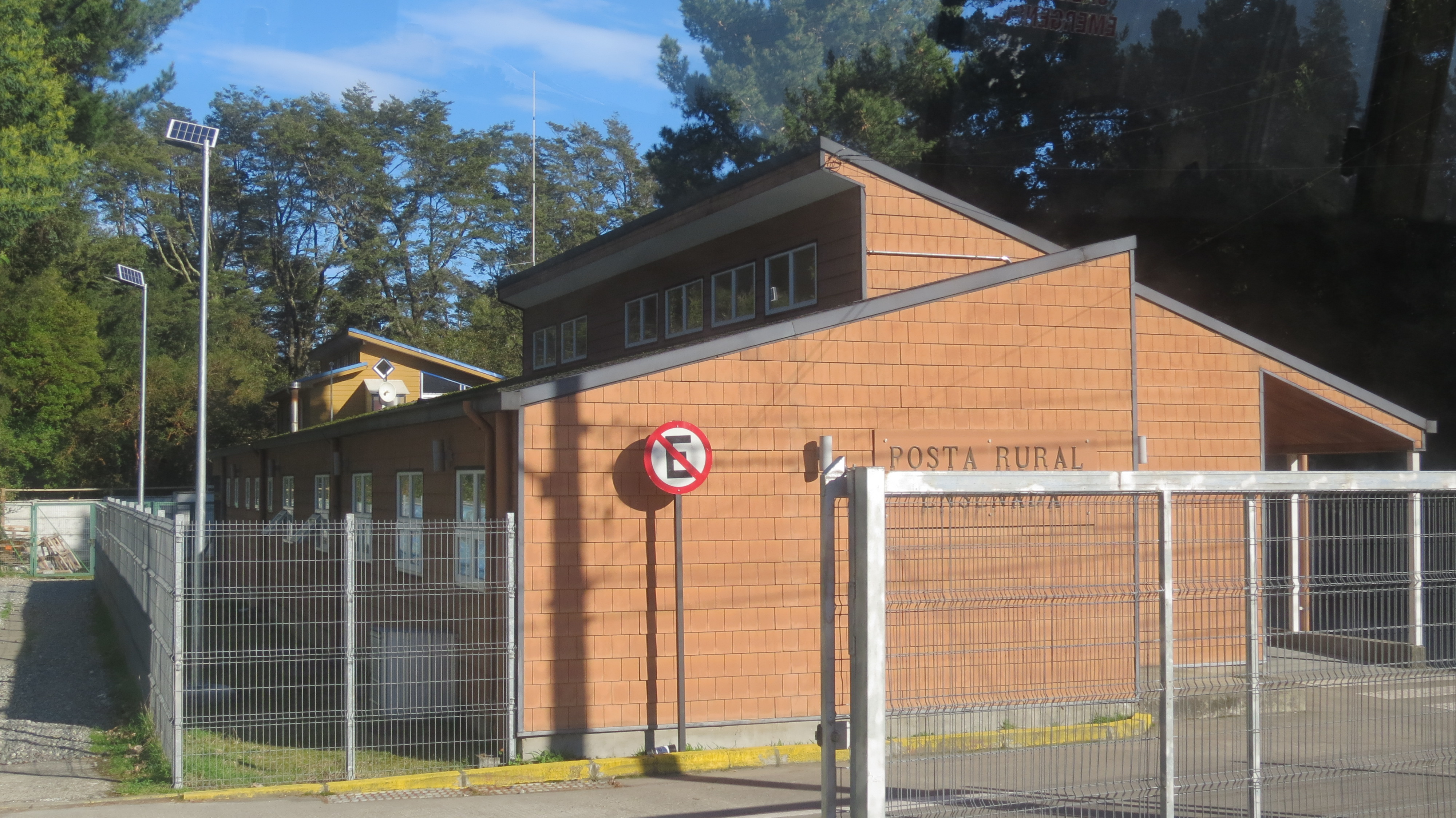
Posta rural de Ensenada